# アーザム・ジャー
アーザム・ジャー（Azam Jah, 1907年2月21日 - 1970年10月9日）は、インドのデカン地方、ニザーム藩王国（ハイダラーバード藩王国）の王太子。ベラール公（Prince of Berar）とも呼ばれる。本名はヒマーヤト・アリー・ハーン（Himayat Ali Khan）。

## 略歴

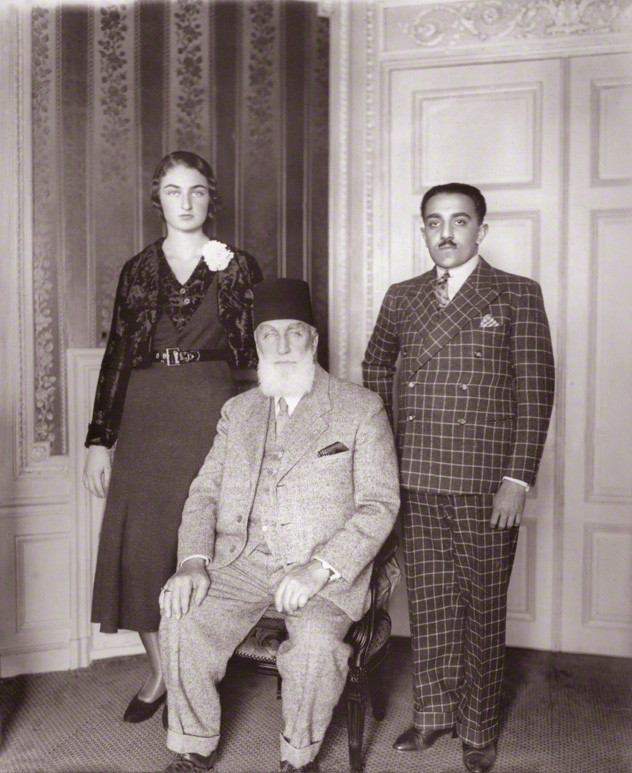
妃のオスマン帝国皇女デュルリュシェフヴァル、その父、オスマン帝国最後のカリフアブデュルメジト2世と（1931年）

1907年2月21日、ニザーム藩王国の君主ウスマーン・アリー・ハーン（当時はまだ王太子）の長男として、ハイダラーバードで生まれた。母はドゥルハーン・パシャ・ベーグム。
1911年9月18日、父王が戴冠したことにより、王太子に任命される。
1931年11月14日、オスマン帝国の皇女でイスラーム世界最後のカリフの娘でもあるデュルリュシェフヴァル・スルタンと、南仏のニースで結婚した。デュルリュシェフヴァル・スルタンと仲はとてもよく、2人の息子にも恵まれた。
1936年11月13日、ベラール公の称号を授けられる。
1948年9月、藩王国がポロ作戦によりインド共和国へと併合されると、父は退位せねばならず、アーザム・ジャーも同時に王太子の地位を失った。
1970年10月9日、ハイダラーバードで死亡した。